# Raionul Ismail (1940-2020)
Raionul Ismail (în ucraineană Ізмаїльський район) era unul din cele 26 raioane administrative din regiunea Odesa din Ucraina, cu reședința în orașul Ismail. A fost înființat în 1959, fiind inclus în componența RSS Ucrainene. Începând din anul 1991, acest raion făcea parte din Ucraina independentă. 
Acest raion avea o suprafață de 1.254 km² și 54.692 locuitori (2001), în majoritate de naționalitate ruși. Din componența raionului făcea parte orașul Șichirlichitai și 22 sate. Deși era reședința raionului, orașul Ismail nu făcea parte din raion, fiind oraș de subordonare regională.
Înainte de ocuparea Basarabiei și Bucovinei de nord de către Uniunea Sovietică în 1940, teritoriul său a făcut parte din județul Ismail al României Mari. Acest raion nu avea o populație predominantă, existând comunități importante de ucraineni, români, bulgari și ruși.
În cadrul reformei administrativ-teritoriale ucrainene din 2020 raionul a fost reorganizat, în componența sa fiind incluse raioanele Reni și Chilia, ceea ce a condus la crearea raionului Ismail de astăzi.

## Istoric
Prin Tratatul de pace de la București, semnat pe 16/28 mai 1812, între Imperiul Rus și Imperiul Otoman, la încheierea războiului ruso-turc din 1806 – 1812, Rusia a ocupat teritoriul de est al Moldovei dintre Prut și Nistru, pe care l-a alăturat Ținutului Hotin și Basarabiei/Bugeacului luate de la turci, denumind ansamblul Basarabia (în 1813) și transformându-l într-o gubernie împărțită în zece ținuturi (Hotin, Soroca, Bălți, Orhei, Lăpușna, Tighina, Cahul, Bolgrad, Chilia și Cetatea Albă, capitala guberniei fiind stabilită la Chișinău). 
Localitățile componente ale actualului raion Ismail au făcut parte din Ocolul Chiliei și Ocolul Izmailului al Ținutului Ismail . 
După ocuparea Basarabiei de către Imperiul Țarist, începând din anul 1818 s-au stabilit în Bugeac mii de coloniști bulgari din sudul Dunării care au vrut să scape de asuprirea turcească. În dorința de a eterogeniza componența etnică a Basarabiei și de a reduce ponderea elementului moldovenesc, autoritățile ruse le-au pus la dispoziție coloniștilor bulgari și găgăuzi terenuri arabile, scutindu-i pe timp de 10 ani de plata impozitelor către stat. Coloniștii bulgari au întemeiat așezări și s-au ocupat cu agricultura și creșterea oilor. 
În urma Tratatului de la Paris din 1856, care încheia Războiul Crimeii (1853-1856), Rusia a retrocedat Moldovei o fâșie de pământ din sud-vestul Basarabiei (cunoscută sub denumirea de Cahul, Bolgrad și Ismail). În urma acestei pierderi teritoriale, Rusia nu a mai avut acces la gurile Dunării. 
În urma Unirii Moldovei cu Țara Românească din 1859, acest teritoriu a intrat în componența noului stat România (numit până în 1866 „Principatele Unite ale Valahiei și Moldovei”). În urma Tratatului de pace de la Berlin din 1878, România a fost constrânsă să cedeze Rusiei acest teritoriu.
După Unirea Basarabiei cu România la 27 martie 1918, sudul Basarabiei a intrat în componența României, localitățile actualului raion Ismail fiind incluse în plasele Bolgrad și Fântâna Zânelor ale județului Ismail. 
Ca urmare a Pactului Ribbentrop-Molotov (1939), Basarabia, Bucovina de Nord și Ținutul Herța au fost anexate de către URSS la 28 iunie 1940. După ce Basarabia a fost ocupată de sovietici, Stalin a dezmembrat-o în trei părți. Astfel, la 2 august 1940, a fost înființată RSS Moldovenească, iar părțile de sud (județele românești Cetatea Albă și Ismail) și de nord (județul Hotin) ale Basarabiei, precum și nordul Bucovinei și Ținutul Herța au fost alipite RSS Ucrainene. La 7 august 1940, a fost creată regiunea Ismail, formată din teritoriile aflate în sudul Basarabiei și care au fost alipite RSS Ucrainene . Tot atunci a fost înființat și raionul Bolgrad. 
În perioada 1941-1944, toate teritoriile anexate anterior de URSS au reintrat în componența României. Apoi, cele trei teritorii au fost reocupate de către URSS în anul 1944 și integrate în componența RSS Ucrainene, conform organizării teritoriale făcute de Stalin după anexarea din 1940, când Basarabia a fost ruptă în trei părți. În anul 1954, Regiunea Ismail a fost desființată, iar localitățile componente au fost incluse în Regiunea Odesa. 
La 21 ianuarie 1959, prin decret al Prezidiului Sovietului Suprem al RSS Ucrainene, raionul Suvorov a fost denumit raionul Ismail, iar reședința sa a fost mutată din satul Șichirlichitai (Suvorov) în orașul Ismail. Începând din anul 1991, Raionul Ismail face parte din Regiunea Odesa a Ucrainei independente.

## Geografie
Raionul Ismail este situat în partea de sud-vest a regiunii Odesa. El este unul dintre cele mai îndepărtate raioane de centrul regional Odesa. 
Suprafața sa este străbătută de 4 râuri mici: Tașbunar, Catalpugul Mare, Catalpugul Mic și Enica, precum și de fluviul Dunărea (care curge pe granița de sud). Raionul are 5 lacuri: Ialpug și Cugurlui (pe granița de vest), Sofian (integral), Catalpug (integral) și Chitai (pe frontiera de est).
În prezent, raionul se învecinează în partea de nord cu  raionul Bolgrad, în partea de vest cu raionul Reni, în partea de est cu raionul Chilia și în partea de sud cu județul Tulcea al României. 
Raionul Ismail este frontieră de stat cu România pe brațul Chilia al Dunării. În acest raion, funcționează un singur punct de trecere a frontierei în/din România și anume: 
- Ismail - Tulcea - punct internațional de trecere portuară

În raionul Ismail se află o zonă unică de păduri galerie, care sunt situate în partea de sud a zonei, de-a lungul fluviului Dunărea, in intervalul dintre canalul Skunda și satul Matroasca-Cuhurlui. 

## Demografie

### Numărul populației la 1 ianuarie
| 2013    | 2014    | 2015    |
| ------- | ------- | ------- |
| ▼51.997 | ▼51.830 | ▼51.685 |

- Sursă:[6]

### Structura etnolingvistică
Componența lingvistică a raionului Ismail
     Ucraineană (26,34%)
     Română (26,26%)
     Bulgară (24,88%)
     Rusă (21,56%)
     Alte limbi (0,39%)
Conform recensământului din 2001, nu exista o limbă vorbită de majoritatea populației, aceasta fiind compusă din vorbitori de ucraineană (26,34%), română (26,26%), bulgară (24,88%) și rusă (21,56%).
La recensământul din 1989, raionul Ismail avea 56.391 locuitori. 
Conform recensământului efectuat de autoritățile ucrainene în anul 2001, populația raionului Ismail era de 54.550 locuitori, fiind împărțită în următoarele grupuri etnice:
- Ucraineni - 28.9%
- Moldoveni - 27.6%
- Bulgari - 25.7%
- Ruși - 16.1%
- Găgăuzi - 0.4%
- Țigani - 0.3%
- Bieloruși - 0.2%
- Alții -  0.8% [8].

De asemenea, 8.86% din populația raionului locuia în așezări urbane (4.835 locuitori) și 91.14% în așezări rurale (49.715 locuitori).
Cele mai populate localități sunt orașul Șichirlichitai - 4.835 locuitori și satele Babele - 5.370, Erdec-Burnu - 4.316 și Doluchioi - 3.977.

### Comunități etnice
Conform recensământului din 1989, ucrainenii, moldovenii și bulgarii au fiecare câte aproximativ un sfert din populația raionului. 
După populația majoritară, există localități unde predomină:
- etnicii bulgari (orașul Șichirlichitai și satele Cairaclia, Dermendere, Doluchioi, Fântâna-Zânelor, Novokalanciak, Șichirlichitai-Noi și Tașbunar),
- etnicii ucraineni (Câșlița-Dunăre, Dunaiske, Hasan-Aspaga, Matroasca-Cuhurlui, Necrasovca-Veche, Novoozerne și Sofian-Trubaiovca),
- etnicii ruși-lipoveni (Broasca, Lărgeanca, Muravleanca și Necrasovca-Nouă) sau
- etnicii români (Babele, Erdec-Burnu, Hagi-Curda și Pocrovca-Nouă). De asemenea, românii formează o treime din populația satului Doluchioi. În perioada interbelică, ajungeau la aproximativ jumătate din populație în alte trei localități: Lărgeanca, Hasan-Aspaga și Câșlița-Dunăre.

## Economie
Principala activitate economică a Raionului Ismail este producția și prelucrarea produselor agro-alimentare, care face uz de forță de muncă sezonieră. Funcționează în prezent 667 întreprinderi agricole, dintre care 530 sunt gospodării individuale, 37 cooperative, 8 asociații private, 2 asociații de stat și 90 de altă formă. Se cultivă cereale, floarea-soarelui și rapiță de iarnă. De asemenea, există 484 ha de podgorii și 68 ha de livezi. În raion s-a dezvoltat și zootehnia, existând ferme în care se cresc bovine, porcine, ovine, caprine și păsări de curte. 
În acest raion ființează o rețea bine dezvoltată de instituții medicale: 2 spitale centrale: unul raional și unul de boli infecțioase la Ismail, spitale rurale la Câșlița-Dunăre, Șichirlichitai și Tașbunar, precum și clinici de medicină generală în alte sate. 

## Învățământ și cultură
Raionul Ismail dispune de 19 instituții publice de învățământ, plus o școală internat (Erdec-Burnu) și o școală profesională (Șichirlichitai). Școala din satul Babele este cu predarea în limba română, în timp ce școlile din  Erdec-Burnu, Hagi-Curda și Pocrovca-Nouă sun școli mixte cu predarea în limbile română și ucraineană.
Funcționează aici 14 cămine culturale și 7 cluburi rurale, 25 de biblioteci, ansambluri artistice de amatori etc. 

## Localități
Raionul Ismail este compus din:
- 1 orășel (comună urbană) - Șichirlichitai

| Oraș           |                    |               |                  |               |           |
| Nume           | Nume               | Nume          | Nume             | Nume          | Locuitori |
| română         | ucraineană         | ucraineană    | rusă             | rusă          | Locuitori |
| română         | scriere ucraineană | transliterare | scriere rusească | transliterare | Locuitori |
| Șichirlichitai | Суворове           | Suvorove      | Суворово         | Suvorovo      | 4.835     |

- 22 sate [9], dintre care:
  - 18 comune sau selsoviete  astfel:

| Comune             |                    |                  |                   |                    |           |
| Nume               | Nume               | Nume             | Nume              | Nume               | Locuitori |
| română             | ucraineană         | ucraineană       | rusă              | rusă               | Locuitori |
| română             | scriere ucraineană | transliterare    | scriere rusească  | transliterare      | Locuitori |
| Babele             | Озерне             | Ozerne           | Озёрное           | Ozernoe            | 5.370     |
| Broasca            | Броска             | Broska           | Броская           | Broskaia           | 3.704     |
| Cairaclia          | Лощинівка          | Loșcînivka       | Лощиновка         | Loșcinovka         | 1.350     |
| Câșlița-Dunăre     | Кислиця            | Kîslîția         | Кислица           | Kislița            | 2.973     |
| Dermendere         | Каланчак           | Kalanciak        | Каланчак          | Kalanciak          | 1.208     |
| Doluchioi          | Багате             | Bahate           | Богатое           | Bogatoe            | 3.977     |
| Erdec-Burnu        | Утконосівка        | Utkonosivka      | Утконосовка       | Utkonosovka        | 4.316     |
| Fântâna-Zânelor    | Кирнички           | Kîrnîcikî        | Кирнички          | Kirniciki          | 2.241     |
| Hagi-Curda         | Комишівка          | Komîșivka        | Комишевка         | Komișevka          | 3.491     |
| Hasan-Aspaga       | Першотравневе      | Perșotravneve    | Першотравневое    | Perșotravnevoe     | 2.046     |
| Lărgeanca          | Ларжанка           | Larjanka         | Ларжанка          | Larjanka           | 2.386     |
| Matroasca-Cuhurlui | Матроська          | Matroska         | Матросская        | Matrosskaia        | 2.259     |
| Muravleanca        | Муравлівка         | Muravlivka       | Муравловка        | Muravlovka         | 1.213     |
| Necrasovca-Nouă    | Нова Некрасівка    | Nova Nekrasivka  | Новая Некрасовка  | Novaia Nekrasovka  | 2.051     |
| Necrasovca-Veche   | Стара Некрасівка   | Stara Nekrasivka | Старая Некрасовка | Staraia Nekrasovka | 3.050     |
| Pocrovca-Nouă      | Нова Покровка      | Nova Pokrovka    | Новая Покровка    | Novaia Pokrovka    | 879       |
| Sofian-Trubaiovca  | Саф'яни            | Safianî          | Сафьяны           | Safiani            | 2.962     |
| Tașbunar           | Кам'янка           | Kamianka         | Каменка           | Kamenka            | 3.478     |

- - 4 sate, care nu sunt și selsoviete, adică nu au administrație proprie, astfel:

| Sate               |                    |               |                  |               |           |                  |
| Nume               | Nume               | Nume          | Nume             | Nume          | Locuitori | Comuna           |
| română             | ucraineană         | ucraineană    | rusă             | rusă          | Locuitori | Comuna           |
| română             | scriere ucraineană | transliterare | scriere rusească | transliterare | Locuitori | Comuna           |
| Dunaiske           | Дунайське          | Dunaiske      | Дунайское        | Dunaiskoe     | 334       | Necrasovca-Veche |
| Novokalanciak      | Новокаланчак       | Novokalanciak | Новокаланчак     | Novokalanciak | 265       | Dermendere       |
| Novoozerne         | Новоозерне         | Novoozerne    | Новоозёрное      | Novoozernoe   | 188       | Babele           |
| Șichirlichitai-Noi | Новокам'янка       | Novokamianka  | Новокаменка      | Novokamenka   | 116       | Tașbunar         |